# Acmaeodera hondurensis
Acmaeodera hondurensis – gatunek chrząszcza z rodziny bogatkowatych i podrodziny Polycestinae.
Gatunek ten został opisany w 1987 przez Gary'ego V. Manleya.
Ciało długości od 5,3 do 7,4 mm, wąsko wydłużone, z przodu zaokrąglone, przed środkiem zwężone, prawie walcowate, z wierzchu lekko wypukłe. Ubarwienie ciała czarne z dwiema podłużnymi, żółtymi smugami na każdej z pokryw, które w tylnej części skręcają ku szwowi pokryw, nie sięgając go jednak. Grzbietowa strona ciała porośnięta jest wzniesionymi, szpatułkowatymi szczecinami, które na przedpleczu i pokrywach są białe, raczej krótkie i grube. Przestrzenie między punktami na przedpleczu ziarenkowane. Boki pierwszych trzech sternitów odwłoka wyposażone w szpatułkowate szczeciny, które na dwóch pierwszych sternitach są węższe niż połowa ich długości.
Bogatkowaty ten znany jest wyłącznie z Hondurasu, gdzie spotykany był na kwiatach opuncji i liściach akacji.